# Gilles Eyquem
Gilles Eyquem (Caudéran, 30 maggio 1959) è un allenatore di calcio ed ex calciatore francese, di ruolo difensore, responsabile tecnico delle nazionali giovanili della Francia dalla Under-16 alla Under-20.

## Carriera
Dopo aver cominciato la carriera nel 1977 al Bordeaux, passa il resto della sua carriera nel campionato cadetto francese, per una sola stagione nel 1982 al Guingamp, segnandovi 5 reti in 38 gare. Dal 1983 al 1985, disputandovi 46 gare, è al Cannes, quindi sino al 1987 milita nel Niort. Dalla stagione successiva e sino al 1989 è all'Angers, con cui chiude la sua carriera di calciatore, giocando complessivamente 61 partite e segnando 3 reti. Come allenatore si è distinto per la conquista del massimo alloro continentale nel calcio giovanile femminile, in due diverse edizioni.

## Palmarès

### Nazionale
- Campionato europeo femminile Under 19 di calcio: 2

2013, 2016